# Gens Cesònia
La Gens Cesònia (en llatí Caesonia gens) era el nomen de dues famílies de l'antiga Roma que sembla que no tenien relació entre elles. La primera era una família d'origen plebeu que va començar a ser coneguda a l'època final de la República. La segona era una família eqüestre que va ser important a partir del segle ii.
El nomen Cesoní (Caesonius) es un patronímic originat a partir del praenomen Caeso, que probablement era el de l'avantpassat de la gens. Els "Cesoníns" dels segles segon i tercer probablement no estaven relacionats amb la gens republicana. Els segons "Cesoníns" eren d'una família eqüestre possiblement originària d'Àntium. Durant el regnat de la Dinastia Severa, la família hauria obtingut la categoria de patrícia.
Un membre conegut d'aquesta família va ser Milònia Cesònia, amant i després esposa de Calígula. També pertanyia a aquesta gens Marc Cesoní, jutge en temps de la República.